# Brun kiwi
Brun kiwi (Apteryx australis) eller tokoeka er en af fem kiwi-arter, der lever på New Zealand. Brun kiwi findes på Sydøen og Stewart Island. Arten opdeltes i 2003 i tre arter, hvor de to andre er nordlig kiwi (Apteryx mantelli) og okarito-kiwi (Apteryx rowi). Kiwien er New Zealands nationalfugl.

## Beskrivelse
Den brune kiwi bliver omkring 55 cm høj. Den har en tæt gråbrun fjerdragt uden halefjer. Fjerene er som hos de lignende strudsefugle ikke sammenhængende og fjerdragten virker derfor nærmere som en tyk blød pels. Tidligere inden kiwierne var truet af udryddelse brugte maorihøvdingene kiwiskind som klædedragt.
Ligesom strudsefuglene kan den brune kiwi ikke flyve. Den har dog nogle små stumper tilbage af vingerne. Dyret er nataktivt, den søger ved hjælp af det lange næb og lugtesansen sin føde – orme, edderkopper, biller og nedfaldne frugter – i skovbunden.

## Ynglebiologi
Den brune kiwi danner par for livet. Omkring senvinter–forår finder hannen og hunnen sammen. Hannen graver en hule i skovbunden, og hunnen lægger her æg. Hannen udruger æggene, hvilket tager omkring 78–82 dage. Når æggene er klækket bliver kyllingerne i hulen nogle dage indtil de dukker frem. Hannen oplærer derefter kyllingerne i livet udenfor hulen.